# KNM-ER 3733
El KNM-ER 3733 és un espècimen d'un crani adult d'Homo ergaster d'una edat d'1,75 milions d'anys i va ser trobat a Koobi Fora, al llac Turkana (Kenya) el 1975.
Es tracta d'un dels cranis més complets que s'han trobat d'aquesta espècie. Mostra una capacitat cranial major a la de qualsevol homínid anterior, uns 850 cm³. El crani és baix i amb una base molt ampla. Té un gran òrbita òssia sobre les conques, separat del front per un solc ben marcat. Els ossos nasals sobresurten de la resta de la cara. Els seus queixals són relativament més petits que en els australopitecs, Paranthropus i Homo rudolfensis.